# 吉井直昭
吉井 直昭（よしい なおあき、1928年9月28日 - ）は、日本の裁判官、公証人、弁護士。最高裁判所上席調査官や、東京高等裁判所部総括判事を経て、退官後、日本公証人連合会会長などを務めた。

## 人物・経歴
福岡県立高等学校修猷館を経て、岡山大学法文学部在学中の1952年に旧司法試験合格。1953年に大学卒業後、司法修習を経て、1955年裁判官任官。京都地方裁判所判事補、最高裁判所事務総局総務局付、旭川地方裁判所判事、最高裁判所調査官、東京地方裁判所部総括判事、最高裁判所上席調査官等を経て、1986年宇都宮家庭裁判所所長。1987年神戸家庭裁判所所長。1989年東京高等裁判所部総括判事。1990年日本橋公証役場公証人。1995年東京公証人会会長。1996年日本公証人連合会会長。退任後、弁護士登録。

## 編著書
- 『新版担保・保証の基礎 実用編』（高木多喜男と共編）青林書院新社 1977年
- 『公正証書・認証の法律相談』（編書）青林書院 1998、増補版2001年、第2版2003年、第3版2009年、第4版2013年
- 『遺言法体系 1』（蕪山嚴, 小川昭二郎, 田中永司, 横山長と共著）慈学社出版 2015年